# Campeonato de Jogadores de Snooker
O Players Championship é um torneio profissional de snooker. O evento ocorre desde 2011 como parte do calendário do ranking mundial da categoria. O torneio é o último evento Coral Cup, uma série de três eventos, os outros são o World Grand Prix e o Tour Championship. O atual campeão do torneio é o inglês Ronnie O'Sullivan.

## Visão geral

### História
Após o estabelecimento da Players Tour Championship, uma série de torneios de snooker criada em 2010, as finais do Players Tour Championship foram realizadas pela primeira vez em 2011 no The Helix em Dublin, na Irlanda, entre os 24 melhores jogadores da Order of Merit que disputaram pelo menos 6 eventos; 3 em Sheffield e 3 na Europa continental. O evento foi patrocinado pelo PartyCasino.com. Em 2012, o evento mudou-se para o Bailey Allen Hall, em Galway, e foi patrocinado pela Betfair. Em 2013, o evento foi patrocinado pela Dafabet, e a competição foi expandida para 32 jogadores, sendo 25 jogadores da Order of Merit do Reino Unido e da Europa, quatro jogadores da Order of Merit da Ásia e nos três vencedores da APTC.
Em 2014, o evento mudou-se para o Guild Hall, em Preston, na Inglaterra. Embora estivesse originalmente marcado para acontecer em Bangkok, na Tailândia, mas devido à protestos contra o governo do país, a World Professional Billiards and Snooker Association decidiu alterar o local do evento. Os critérios de qualificação também foram alterados para o evento de 2014. O evento ainda acomodava 32 jogadores, mas o número de jogadores qualificados das Order of Meritis foi alterado, sendo 24 da Order of Merit da European Tour e oito pela Order of Merit da Asian Tour.
Na temporada de 2016–17, o Players Tour Championship foi cancelado e o evento principal foi renomeado para Players Championship e mudou-se para Llandudno, no País de Gales.
O inglês Ronnie O'Sullivan faturou a Coral Players Championship de 2019 no Guild Hall em Preston, na Inglaterra, vencendo o australiano Neil Robertson por 10–4 na final. Em um final incrível, onde O'Sullivan fez sua milésima "tacada centenária" (century break) da carreira no frame final da partida.

### Formato
O torneio atualmente é disputado pelos 16 melhores jogadores no ranking da temporada, uma lista confeccionada para o torneio com os pontos ganhos em todos os torneios da temporada em disputa até então.

### Premiação
Atualmente, a premiação total do evento é de 385 mil libras esterlinas, divididos da seguinte forma:
| Posição                                | Prêmio                    |
| -------------------------------------- | ------------------------- |
| Campeão                                | 125 000 libras esterlinas |
| Vice-campeão                           | 050 000 libras esterlinas |
| 3–4 (perdedores das semifinais)        | 030 000 libras esterlinas |
| 5–8 (perdedores das quartas de final)  | 015 000 libras esterlinas |
| 9–16 (perdedores das oitavas de final) | 010 000 libras esterlinas |
| Maior break                            | 010 000 libras esterlinas |
| Total                                  | 385 000 libras esterlinas |

## Edições
| Ano                                          | Campeão                                      | Vice-campeão                                 | Placar                                       | Local                                        | Temporada                                    | Ref.                                         |
| Players Tour Championship – Finais (ranking) | Players Tour Championship – Finais (ranking) | Players Tour Championship – Finais (ranking) | Players Tour Championship – Finais (ranking) | Players Tour Championship – Finais (ranking) | Players Tour Championship – Finais (ranking) | Players Tour Championship – Finais (ranking) |
| -------------------------------------------- | -------------------------------------------- | -------------------------------------------- | -------------------------------------------- | -------------------------------------------- | -------------------------------------------- | -------------------------------------------- |
| 2011                                         | Shaun Murphy                                 | Martin Gould                                 | 4–0                                          | Dublin                                       | 2010–11                                      | [ 17 ]                                       |
| 2012                                         | Stephen Lee                                  | Neil Robertson                               | 4–0                                          | Galway                                       | 2011–12                                      | [ 18 ]                                       |
| 2013                                         | Ding Junhui                                  | Neil Robertson                               | 4–3                                          | Galway                                       | 2012–13                                      | [ 19 ]                                       |
| 2014                                         | Barry Hawkins                                | Gerard Greene                                | 4–0                                          | Preston                                      | 2013–14                                      | [ 20 ]                                       |
| 2015                                         | Joe Perry                                    | Mark Williams                                | 4–3                                          | Bangkok                                      | 2014–15                                      | [ 21 ]                                       |
| 2016                                         | Mark Allen                                   | Ricky Walden                                 | 10–6                                         | Manchester                                   | 2015–16                                      | [ 22 ]                                       |
| Players Championship (ranking)               |                                              |                                              |                                              |                                              |                                              |                                              |
| 2017                                         | Judd Trump                                   | Marco Fu                                     | 10–8                                         | Llandudno                                    | 2016–17                                      | [ 23 ]                                       |
| 2018                                         | Ronnie O'Sullivan                            | Shaun Murphy                                 | 10–4                                         | Llandudno                                    | 2017–18                                      | [ 24 ]                                       |
| 2019                                         | Ronnie O'Sullivan                            | Neil Robertson                               | 10–4                                         | Preston                                      | 2018–19                                      | [ 25 ]                                       |
| 2020                                         |                                              |                                              | –                                            | Southport                                    | 2019–20                                      |                                              |